# The Soldier's Tale (album)
The Soldier's Tale je album britského hudebníka Rogera Waterse, adaptace divadelního díla Příběh vojáka od Igora Stravinského. Vydáno bylo v říjnu 2018 vydavatelstvím Sony Classical. Jedná se o album mluveného slova doplněného krátkými skladbami klasické hudby.

## Popis a historie
Příběh vojáka je určen pro septet (housle, kontrabas, klarinet, fagot, kornet (ten je často nahrazován trubkou), pozoun a perkuse) a má tři mluvící role: vojáka, ďábla a vypravěče. Libreto pojednává o vojákovi, který má desetidenní dovolenou a při návratu do své vsi nechá ďáblovi svoje housle výměnou za knihu, díky které zbohatne.
Waters na albu ztvárnil všechny tři role a mluví britským přízvukem, přičemž pro vojáka užívá jihoanglický přízvuk. Septet je tvořen sedmi hudebníky účinkujícími na Bridgehampton Chamber Music Festivalu, pořádaném v Bridgehamptonu v New Yorku.
V roce 2014 začal Waters spolupracovat s hudebníky z festivalu komorní hudby v Bridgehamptonu na vlastní adaptaci Stravinského díla. Premiérově tento projekt uvedli na bridgehamptonském festivalu v roce 2015.

## Seznam skladeb
| Pořadí         | Název                                                                      | Délka |
| -------------- | -------------------------------------------------------------------------- | ----- |
| 1.             | Part I: The Soldiers March                                                 | 1:47  |
| 2.             | Part I: Slogging Homeword                                                  | 2:20  |
| 3.             | Part I: Airs by a Stream                                                   | 2:36  |
| 4.             | Part I: As You Can Hear…                                                   | 7:41  |
| 5.             | Part I: The Soldiers March (Reprise)                                       | 1:48  |
| 6.             | Part I: Eventually, Joseph Reaches his Home Village…                       | 2:56  |
| 7.             | Part I: Pastorale                                                          | 2:35  |
| 8.             | Part I: The Soldier, Disconsolate…                                         | 4:13  |
| 9.             | Part I: Pastorale (Reprise)                                                | 0:37  |
| 10.            | Part I: The Soldier, Slowly Coming Back to Himself…                        | 2:48  |
| 11.            | Part I: Airs by a Stream (Reprise) – To Stretch Out on the Grass…          | 0:47  |
| 12.            | Part I: Hey Satan, You Bastard…                                            | 5:33  |
| 13.            | Part I: Airs by a Stream (2nd Reprise)                                     | 0:46  |
| 14.            | Part I: Now to be Gained Here…                                             | 0:06  |
| 15.            | Part II: The Soldiers March (2nd Reprise) – Down a Hot and Dusty Track…    | 0:50  |
| 16.            | Part II: He Doesn't Even Know Himself…                                     | 0:52  |
| 17.            | Part II: The Soldiers March (3rd Reprise) – Will he Take the Road to Home… | 0:28  |
| 18.            | Part II: He Doesn't Have a Home Anymore…                                   | 3:56  |
| 19.            | Part II: The Royal March                                                   | 2:38  |
| 20.            | Part II: So All Was Arranged…                                              | 0:58  |
| 21.            | Part II: Later that Night…                                                 | 8:39  |
| 22.            | Part II: The Little Concert – Light Floods the Eastern Sky…                | 2:59  |
| 23.            | Part II: The Soldier, with a Confident Air…                                | 0:46  |
| 24.            | Part II: Three Dances – Tango, Pt. 1                                       | 1:18  |
| 25.            | Part II: Three Dances – Tango, Pt. 2                                       | 1:01  |
| 26.            | Part II: Three Dances – Waltz & Ragtime                                    | 4:02  |
| 27.            | Part II: So First a Tango…                                                 | 0:40  |
| 28.            | Part II: The Devil's Dance                                                 | 1:20  |
| 29.            | Part II: The Devil, Confused…                                              | 0:27  |
| 30.            | Part II: The Little Chorale                                                | 0:42  |
| 31.            | Part II: The Devil Recovers Some of His Wits                               | 0:13  |
| 32.            | Part II: The Devil's Song – All Right! You'll Be Safe at Home…             | 0:39  |
| 33.            | Part II: Hm, a Fair Warning…                                               | 0:13  |
| 34.            | Part II: Grand Chorale (Part 1)                                            | 0:29  |
| 35.            | Part II: Spring, Summer, Autumn…                                           | 0:16  |
| 36.            | Part II: Grand Chorale (Part 2)                                            | 0:30  |
| 37.            | Part II: Steady Now…                                                       | 0:11  |
| 38.            | Part II: Grand Chorale (Part 3)                                            | 0:27  |
| 39.            | Part II: Steady, Just Smell the Flowers…                                   | 0:13  |
| 40.            | Part II: Grand Chorale (Part 4)                                            | 0:52  |
| 41.            | Part II: Now I Have Everything…                                            | 0:34  |
| 42.            | Part II: Grand Chorale (Part 5)                                            | 0:55  |
| 43.            | Part II: The Princess, All Excited…                                        | 1:21  |
| 44.            | Part II: Grand Chorale (Part 6)                                            | 0:26  |
| 45.            | Part II: And So, Off They Go…                                              | 1:13  |
| 46.            | Part II: Triumphal March of the Devil                                      | 2:24  |
| Celková délka: | Celková délka:                                                             | 79:04 |